# Peggy Lee Cooper
Peggy Lee Cooper, parfois surnommée pEg,, est une drag queen belge.

## Biographie

### Jeunesse
Originaire de Seraing, Peggy Lee Cooper suit un cursus en humanités artistiques lorsqu'elle assiste pour la première fois à un spectacle drag à la Mama Roma, à Liège.

### Carrière
Peu de temps après, en 1992, Peggy Lee Cooper (qui ne se prénomme alors pas ainsi) monte à son tour sur la scène de la Mama Roma alors qu'elle est encore adolescente. Elle travaille ensuite au cabaret sous le nom de Peggy Lee Guili, de 1994 jusqu'à ses vingt-et-un ans, date à laquelle elle commence ses études de photographie. En 2011, après avoir travaillé pendant plusieurs années à la réalisation et la mise en scène de spectacles drag, elle crée au cours d'un récital de ukulélé son personnage de Peggy Lee Cooper. Deux ans plus tard, elle apparait dans l'émission Belgium's Got Talent, accompagnée, toujours au ukulélé, d'El Fenouillo.
Fin 2018, Peggy Lee Cooper et son groupe sortent l'album It Ain't Over Till the Fat Lady Sings, composé à la fois de reprises et de compositions originales, en anglais et en français.
En 2023, Peggy Lee Cooper et Fabrice Murgia créent au Théâtre de Namur Alma, une relecture contemporaine de Faust,,. Ce n'est pas la première fois que les deux travaillent ensemble : ainsi, Peggy Lee Cooper a déjà joué par le passé dans le Karbon Kabaret de Liège.
Au cours de sa carrière, Peggy Lee Cooper s'est produite sur de nombreuses scènes, dont celles du Théâtre de la Toison d'Or, du Théâtre national de la Communauté française et du Cabaret Mademoiselle à Bruxelles. Avec sa troupe, elle s'est également produite en France, notamment au théâtre Épiscène, lors de l'édition 2023 du Festival Off d'Avignon,.
Elle a par ailleurs refusé de participer à la première saison de la version belge de RuPaul's Drag Race, se montrant critique de l'émission depuis plusieurs années,.

## Discographie
- Peggy Lee Cooper & Band — It Ain't Over Till the Fat Lady Sings (2018)